# Tiga-Stausee
Der Tiga-Stausee (Tiga Reservoir) ist ein Stausee in Nigeria.

## Beschreibung
Der See liegt im Norden Nigerias und wurde in den 1970er Jahren errichtet. Der Stausee ist Bestandteil des Kano River Projects I, mit dem eine Fläche von 20.300 Hektar bewässert und die Stadt Kano versorgt wird.

## Daten
Die 1974 fertiggestellte Staumauer staut den Fluss Kano auf, ist sechs Kilometer lang und bis zu 48 Meter hoch. Der Stausee war 1978 erstmals vollständig gefüllt. Ursprünglich hatte der See ein Fassungsvermögen von 1970 Millionen m³, durch eine Absenkung des Beckenüberlaufs verringerte sich sein maximales Fassungsvermögen auf 1350 Millionen m³. Die im Jahresdurchschnitt zur Verfügung stehende Wassermenge beträgt 750 Millionen m³.

## Quelle
- Ehud Simon: Environmental impact assessment, Kano River irrigation project (Phase I) extension, Nigeria. In: Dan Rosbjerg (Hrsg.): Sustainability of Water Resources under Increasing Uncertainty. International Association of Hydrological Science, 1997, ISBN 1-901502-05-8, S. 185–192.
- The British Dam Society (Hrsg.): Water Resources & Reservoir Engineering. Thomas Telford, 1992, ISBN 0-7277-1692-1, S. 321.